# Cipreswolfsmelk-klaverroest
Cipreswolfsmelk-klaverroest (Uromyces anthyllidis) is een heteroecische roestschimmel die behoort tot de familie Pucciniaceae. De schimmel komt in het westen van het Palearctisch gebied voor. In Nederland is de schimmel uiterst zeldzaam.
Op de  cipreswolfsmelk worden de spermogonia en aecia gevormd. Op rolklaver en wondklaver worden de telia en uredinia gevormd.
Aantasting door de schimmel verhindert de bloei van de cipreswolfsmelk. De aangetaste planten zijn direct herkenbaar aan hun afwijkende groeiwijze (geelachtig, langwerpig, met kortere bladeren). Aan het uiteinde van de scheut vormen ze een "pseudobloem" met een rozet van geelgekleurde bladeren. De werking van de schimmel op de plant strekt zich naast kleuring uit tot de afscheiding van nectar. Pseudobloemen worden, net als echte bloemen, bezocht door insecten (zij het iets minder vaak). Door de insecten experimenteel uit te sluiten, werd aangetoond dat bezoekende insecten een essentiële rol spelen bij de bevruchting van de (heterothallische) schimmel.

## Levenscyclus
De teliosporen overwinteren op plantenresten die na de oogst in de grond achterblijven. In het voorjaar produceren ze een basidium met basidiosporen, die door de wind worden meegevoerd en wolfsmelk infecteren. Vervolgens worden spermogonia en na bevruchting aecia gevormd. De aeciosporen op de wolfsmelk infecteren rolklaver. De daarop gevormde urediniosporen verspreiden de ziekte door secundaire infecties. Aan het eind van het groeiseizoen worden telia met teliosporen gevormd.

## Kenmerken
Aecia
Een groot aantal soorten van het geslacht Uromyces met aecia op wolfsmelk zijn niet van elkaar te onderscheiden en worden daarom collectief aangeduid als Aecidium euphorbiae.
De komvormige, witte, 0,3-0,4 mm grote aecia groeien tussen de spermogonia. Ze zitten allebei op de achterkant van het blad. De oranje aeciosporen zijn meestal hoekig tot ellipsvormig en hebben een met wratten bezette wand. Ze zijn 18-23 × 18-23 µm groot.
Uredinia
De middelbruine uredinia komen aan beide kanten van het blad voor, maar de meeste zitten op de achterkant. De lichtbruine, ellipsoïde tot ronde urediniosporen zijn 23–24 × 22-23 µm groot. Ze hebben een met wratten bezette wand en 4-6 kiemporen.
Telia
De donkerbruine telia komen ook aan beide kanten van het blad voor, maar de meeste zitten op de bovenkant. Ze zijn al vroeg onbedekt door de epidermis. De eencellige, bruine, ronde teliosporen hebben een met wratten bezette wand en een tot 33 µm lange, kleurloze steel, die niet vast blijft zitten. Ze zijn 21-22 × 19-20 µm groot.

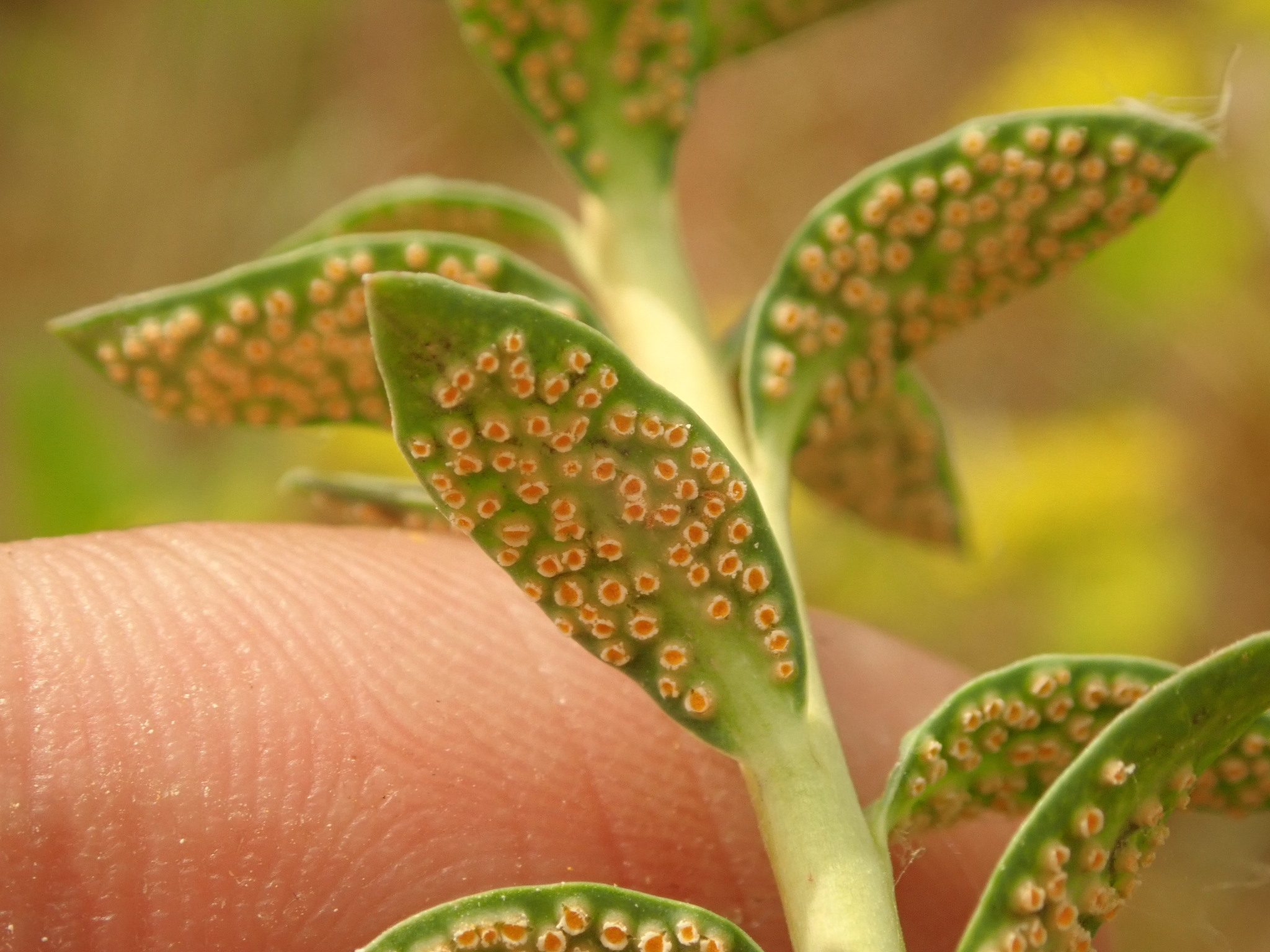
Aecia
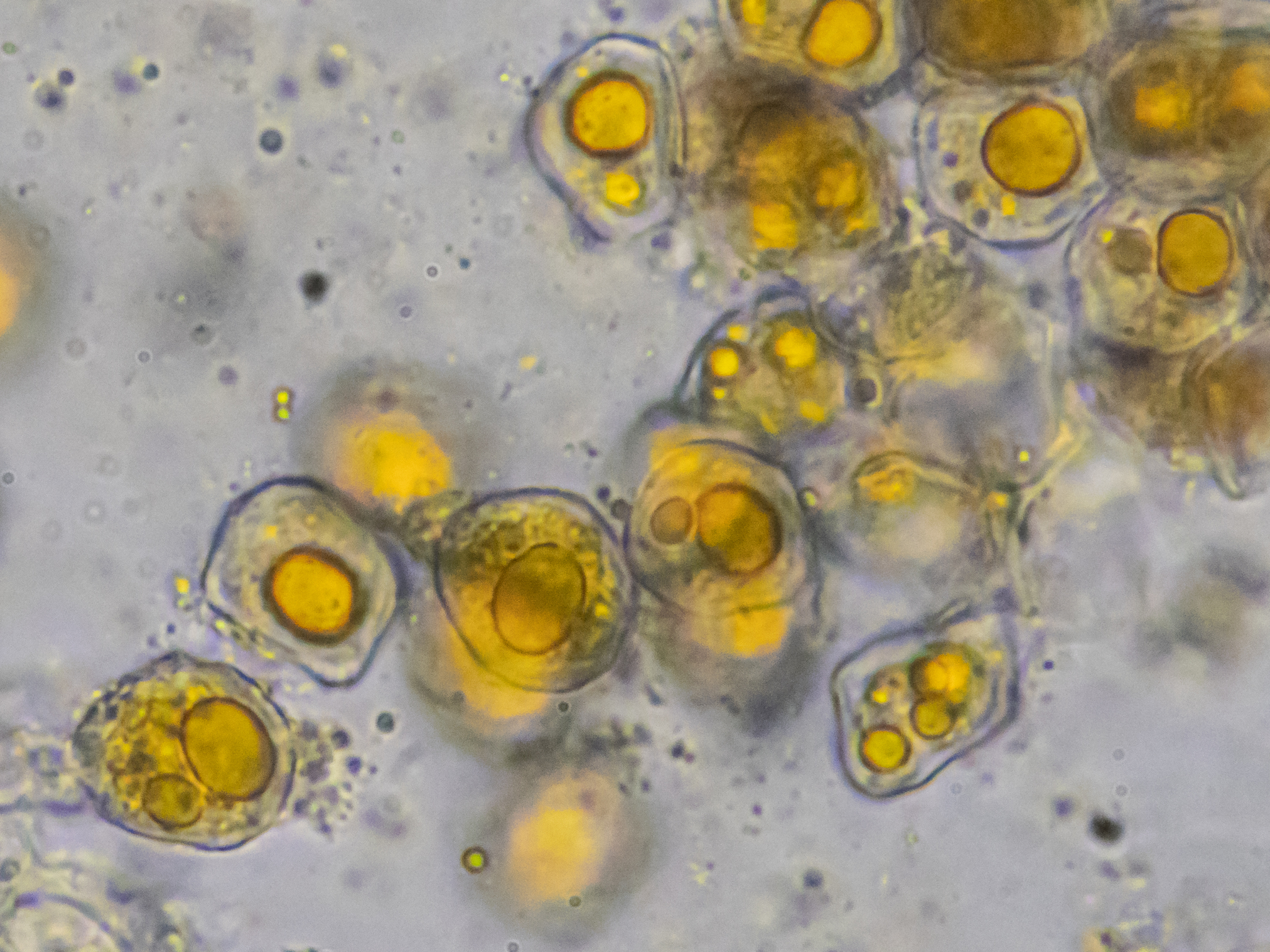
Aeciosporen
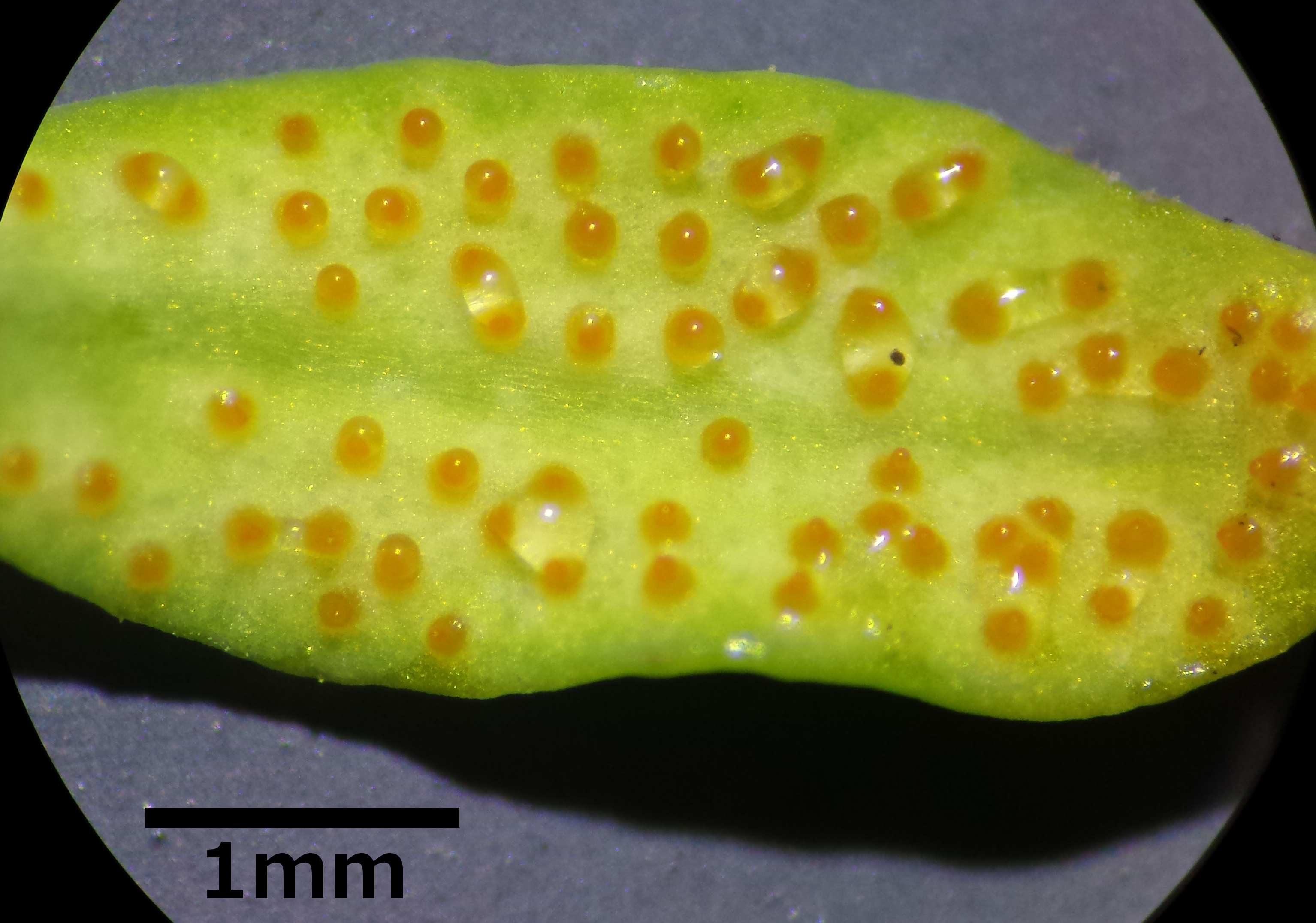
Nectar op cipreswolfsmelk
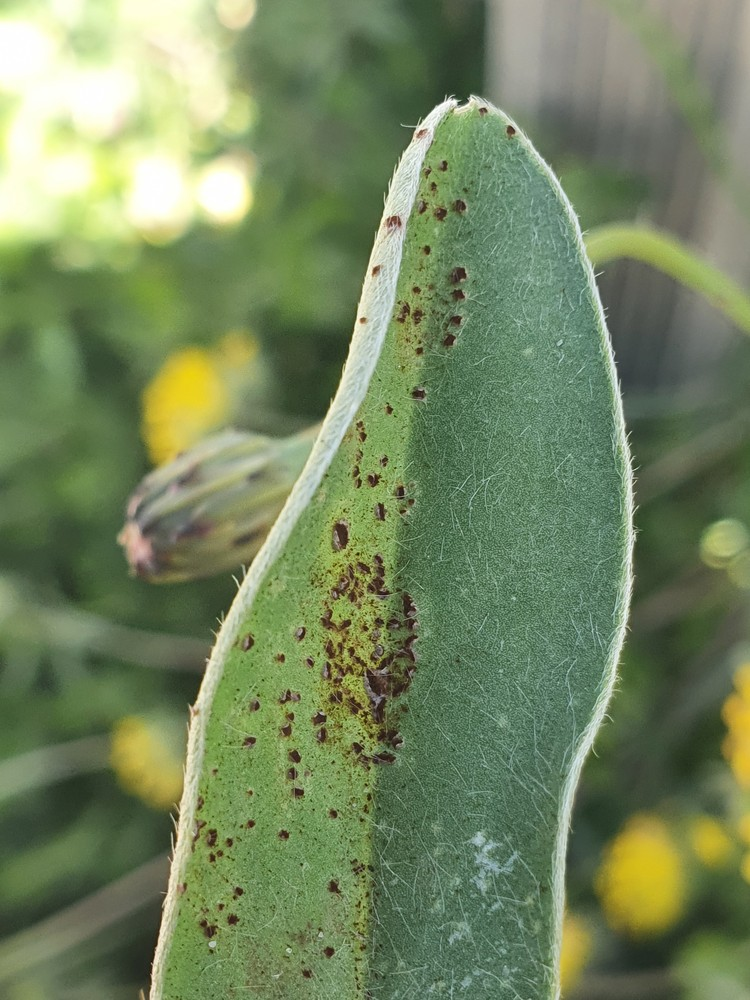
op wondklaver